# Coralina Cataldi Tassoni
Coralina Cataldi Tassoni, né le 24 février 1971 à New York, est une actrice américaino-italienne active en Italie.

## Biographie
Née à Manhattan, dans la banlieue de New York, de parents italiens, elle suit ses parents à l'âge de quatre ans lorsqu'ils déménagent à Rome. Elle fait ses débuts au cinéma en 1986 lorsque le réalisateur Lamberto Bava lui confie le rôle de Sally dans Démons 2, qu'il produit. L'année suivante, elle travaille avec Argento dans Terreur à l'opéra (1987), où elle joue le rôle de la costumière Giulia, puis reprend ce rôle dans Le Fantôme de l'opéra (1998), une reprise du roman de Gaston Leroux avec Julian Sands et Asia Argento. Dario Argento l'a ensuite dirigée à nouveau dans le film La Troisième Mère (2007). Parmi les autres films dans lesquels elle a joué, citons L'amico d'infanzia (1994) de Pupi Avati et Ghost Son de Lamberto Bava ; elle a également joué dans la production indépendante Evil Clutch (Il bosco 1), un film d'horreur de 1988. Elle a également joué dans de nombreuses productions télévisées et théâtrales en Italie et en Amérique, dont une adaptation de Grease.

## Filmographie
- 1986 : Démons 2 (Dèmoni 2... L'incubo ritorna) de Lamberto Bava
- 1987 : La monaca di Monza (it) de Luciano Odorisio
- 1987 : Terreur à l'opéra (Opera) de Dario Argento
- 1988 : Via Paradiso (it), regia di Luciano Odorisio
- 1988 : Evil Clutch (Il bosco 1) d'Andrea Marfori
- 1994 : L'amico d'infanzia de Pupi Avati
- 1994 : La stanza accanto (it) de Fabrizio Laurenti (it)
- 1998 : Le Fantôme de l'opéra (Il fantasma dell'Opera) de Dario Argento
- 2007 : Ghost Sonde Lamberto Bava
- 2007 : La Troisième Mère (La terza madre) de Dario Argento